# جيم هاريس (كاتب)
جيم هاريس (بالإنجليزية: Jim Harris)‏ (1956)؛ روائي أمريكي.